# Rosenbuschita
La rosenbuschita és un mineral de la classe dels silicats, que pertany al grup de la rinkita. Rep el nom per Karl Harry Ferdinand Rosenbusch (24 de juny de 1836 - 20 de gener de 1914), mineralogista i petròleg de la Universitat Heidelberg.

## Característiques
La rosenbuschita és un silicat de fórmula química Na₆Ca₆Zr₃Ti(Si₂O₇)₄O₂F₆. Cristal·litza en el sistema triclínic. La seva duresa a l'escala de Mohs es troba entre 5 i 6.
Segons la classificació de Nickel-Strunz, la rosenbuschita pertany a «09.BE - Estructures de sorosilicats, amb grups Si₂O₇, amb anions addicionals; cations en coordinació octaèdrica [6] i major coordinació» juntament amb els següents minerals: wadsleyita, hennomartinita, lawsonita, noelbensonita, itoigawaïta, ilvaïta, manganilvaïta, suolunita, jaffeïta, fresnoïta, baghdadita, burpalita, cuspidina, hiortdahlita, janhaugita, låvenita, niocalita, normandita, wöhlerita, hiortdahlita I, marianoïta, mosandrita, nacareniobsita-(Ce), götzenita, hainita, kochita, dovyrenita, baritolamprofil·lita, ericssonita, lamprofil·lita, ericssonita-2O, seidozerita, nabalamprofil·lita, grenmarita, schüllerita, lileyita, murmanita, epistolita, lomonossovita, vuonnemita, sobolevita, innelita, fosfoinnelita, yoshimuraïta, quadrufita, polifita, bornemanita, xkatulkalita, bafertisita, hejtmanita, bykovaïta, nechelyustovita, delindeïta, bussenita, jinshajiangita, perraultita, surkhobita, karnasurtita-(Ce), perrierita-(Ce), estronciochevkinita, chevkinita-(Ce), poliakovita-(Ce), rengeïta, matsubaraïta, dingdaohengita-(Ce), maoniupingita-(Ce), perrierita-(La), hezuolinita, fersmanita, belkovita, nasonita, kentrolita, melanotekita, til·leyita, kil·lalaïta, stavelotita-(La), biraïta-(Ce), cervandonita-(Ce) i batisivita.

## Formació i jaciments
Va ser descoberta a Skutesundskjær, a l'àrea de Barkevik, al municipi de Larvik (Vestfold, Noruega). També ha estat descrita en altres indrets de Noruega, així com a Suècia, Romania, el Marroc, Angola, Líbia, Malawi, Namíbia, Guinea, Rússia, els Estats Units, el Canadà, Groenlàndia, Brasil i el Paraguai.